# Hylaeus bouyssoui
Hylaeus bouyssoui är en biart som först beskrevs av Joseph Vachal 1899.  Hylaeus bouyssoui ingår i släktet citronbin, och familjen korttungebin. Inga underarter finns listade i Catalogue of Life.